# Muralles de la Selva del Camp
Les Muralles de la Selva del Camp són un monument protegit com a bé cultural d'interès nacional del municipi de la Selva del Camp (Baix Camp).

## Descripció
La vila era totalment voltada de muralles, amb les corresponents torres de defensa, quadrades, amb merlets i part dels murs aprofitats per cases, obra baix medieval, de les quals en resten dues, una d'elles anomenada Torre de Casa Baró. Hi havia tres portals principals: el Sobirà, o Portal d'Amunt; el Jussà, o Portal d'Avall en sentit septentrió-migdia;i el de l’Arquebisbe, enfront al Castell. En època posterior se n'obriren altres(el de Sant Antoni, el Nou o de Mates, etc.) La línia de muralles pot resseguir-se pels Ravals de Sant Pere i de Sant Rafael, i pel passeig de Josep Cristià. Obra de paredat en verd, amb les torres reforçades amb carreus en els angles. Es conserven encara considerables vestigis a la banda de ponent-migdia, i altres més desfigurats a llevant, almenys en un total de set, i dos o més portals.

## Història
La vila i el terme de la Selva pertanyien al domini senyorial de l'arquebisbe i de l'Església de Tarragona. El Paborde era el representant de l'arquebisbe, amb autoritat pròpia i amb jurisdicció civil i criminal sobre els vassalls. La carta de repoblació de la vila de la Selva data del 1165. El 1307 hom feia referència al mur i a la vall i a la muralla vella ("Cum muro veteri") de la Selva. El paborde Guillem Sescomes, pels volts de 1374 va impel·lir els seus vassalls a restaurar les muralles de la vila, i també a reforçar totes les defenses existents. En els inicis del segle xv la població de la Selva del Camp es trobava en disposició de fer front a un setge o un assalt. Les muralles van ser reformades a l'època de la guerra dels Segadors, i també amb posterioritat. Les referències documentals de les muralles, valls, fosos, torres i portals són molt abundants surant el segle xiii i la primera meitat del XIV. Fins al sele XIX la vila conservà l'aspecte de plaça forta.